# 양톄량
양톄량(중국어: 楊鐵樑, 1929년 6월 30일~2023년 6월 24일)은 홍콩의 법조인이다. 홍콩뿐만 아니라 브루나이에서도 법조인으로 활동했으며, '다토 세리 파두카'(Dato Seri Paduka)라는 호칭을 받았다.
1996년 초대 홍콩의 행정장관을 뽑는 선거에도 나왔으나, 둥젠화에게 패배하였다.